# Andrea Nicolio
Andrea Nicolio (1536 – 1587) è stato uno storico italiano.
Nel 1582 fu autore di Historia dell'origine et antichità di Rovigo, in cui si parla della storia di Rovigo.